# به یو رام
به یو رام (کره‌ای: 배유람؛ زادهٔ ۲۲ اوت ۱۹۸۶) بازیگر اهل کره جنوبی است. او به خاطر ایفای نقش در راننده تاکسی (۲۰۲۱–۲۰۲۳) شناخته می‌شود.

## فیلم‌شناسی

### مجموعه تلویزیونی
| سال       | عنوان                 | نقش                | توضیحات                   | منابع |
| --------- | --------------------- | ------------------ | ------------------------- | ----- |
| ۲۰۱۴      | میسنگ: زندگی ناتمام   | جوانی اوه سانگ شیک | حضور افتخاری (قسمت ۱۱)    |       |
| ۲۰۱۵      | تهیه‌کنندگان           | ریو ایل یونگ       |                           | [ ۲ ] |
| ۲۰۱۵      | اوه روح من            | پی‌دی               | حضور افتخاری (قسمت ۷)     | [ ۳ ] |
| ۲۰۱۵      | چو یونگ               | سوک چان            | حضور افتخاری (قسمت ۹–۱۰)  |       |
| ۲۰۱۵–۲۰۱۶ | پاسخ به ۱۹۸۸          | دستیار مدیر یو     |                           | [ ۴ ] |
| ۲۰۱۶      | مادام آنتونی          | لی جین سو          |                           |       |
| ۲۰۱۶      | خداحافظ آقای بلک      | آن گه دونگ         |                           |       |
| ۲۰۱۶      | تحت تعقیب             | کوان کیونگ هون     |                           |       |
| ۲۰۱۷      | فرمانروای نقابدار     | پارک مو ها         |                           |       |
| ۲۰۱۷–۲۰۱۸ | نامحسوس               | چوی جه هو          |                           |       |
| ۲۰۱۷–۲۰۱۸ | قاضی در برابر قاضی    | کیم جو هیونگ       |                           |       |
| ۲۰۱۸–۲۰۱۹ | کمتر از شیطان         | بان جی دوک         |                           |       |
| ۲۰۱۷      | هاکونا ماتانا پله پله |                    |                           |       |
| ۲۰۲۰      | کارآگاه زامبی         | پی‌دی ایستگاه       |                           |       |
| ۲۰۲۰–۲۰۲۱ | ران آن                | هان سوک وون        | حضور افتخاری (قسمت ۱، ۱۶) | [ ۵ ] |
| ۲۰۲۱–۲۰۲۳ | راننده تاکسی          | پارک جین اون       | فصل ۱–۲                   | [ ۶ ] |
| ۲۰۲۱–۲۰۲۲ | مون‌شاین               | کانگ هه سو         |                           | [ ۷ ] |